# Вдали от обезумевшей толпы (фильм, 2015)
«Вдали́ от обезу́мевшей толпы́» (англ. Far from the Madding Crowd) — британский мелодраматический фильм режиссёра Томаса Винтерберга, снятый по одноимённому роману Томаса Харди (1874). Это четвёртая экранизация романа, первая была сделана ещё в 1915 году.

## Сюжет
В викторианской Англии сильная и независимая хозяйка фермы Батшеба Эвердин принимает знаки внимания от трёх очень разных кавалеров: заводчика овец Габриэля Оука, отчаянного военного сержанта Фрэнка Троя и преуспевающего респектабельного холостяка Уильяма Болдвуда.

## В ролях
- Кэри Маллиган — Батшеба Эвердин
- Маттиас Схунартс — Габриэль Оук
- Майкл Шин — Уильям Болдвуд
- Том Старридж — сержант Фрэнсис Трой
- Джуно Темпл — Фанни Робин
- Джессика Барден — Лидди
- Роуэн Хедли — Мэриэнн Мани
- Коннор Уэбб — торговец

- Пенни Джейн Свифт — миссис Коган
- Сэм Филлипс — сержант Доггетт
- Тилли Восбург — миссис Херст
- Крис Галларус — Билли Смоллбери
- Рози Массон — Собернесс Миллер
- Алекс Ченнон — Темперанс Миллер
- Шон Уорд — фермер
- Родерик Свифт — фермер Эвердене
- Дон Дж. Уистанс — констебль
- Джейми Ли-Хилл — Лабан Талл

## Съёмки
Дэвид Николс начал работать над проектом в 2008 году. В апреле 2013 года было объявлено, что Маттиасу Схунартсу предложена роль Габриэля Оука, а Кэри Маллиган — Батшебы Эвердин. Официально их участие было подтверждено в мае 2013 года, также как и участие Томаса Винтерберга.
Съёмки начались 16 сентября 2013 года и проходили в Дорсете (в Шерборне, Маппертоне и Биминстере), а также в Оксфордшире, Бакингемшире и Лондоне.
Премьера фильма была назначена на 1 мая 2015 года. Первый трейлер вышел 23 ноября 2014 года. В нём прозвучала песня «Let No Man Steal Your Thyme» в исполнении Кэри Маллиган и Майкла Шина.

## Критика
Фильм получил положительные отзывы от критиков. 
На сайте Rotten Tomatoes картина имеет рейтинг 85%, что основано на 194 обзорах критиков, со средней оценкой 7,3 из 10. Критический консенсус сайта гласит: «Фильм предлагает жесткие сравнения с классическим романом Томаса Харди - и его предыдущей адаптацией - но он стоит сам по себе благодаря сильному руководству и талантливому составу актеров».
Сайт Metacritic дал фильму 71 балл из 100, основываясь на 40 отзывах, указывая на «в целом благоприятные отзывы».
Питер Трэверс из Rolling Stone в своем обзоре дал фильму «три из четырех звезд» и сказал: «Винтерберг может спешить с финальным актом, но он выделяет дикую сторону в Маллиган, которая может держать крупный план, как никто другой. Она - живой проводник в мир фильма, который знает, как расшевелить классика здесь и сейчас».

## Награды и номинации
- 2015 — участие в конкурсной программе Стамбульского кинофестиваля.
- 2015 — номинация на премию «Спутник» за лучшую работу художника по костюмам (Джанет Паттерсон).
- 2016 — номинация на премию Лондонского кружка кинокритиков в категории «британская/ирландская актриса года» (Кэри Маллиган).